# Mionycha
Mionycha — підрід жуків листоїдів у складі роду Cassida. Вважається гарно окресленим та монофілетичним за походженням.
Типовим видом підроду є C. azurea. Імаго й личинки пов'язані з рослинами родини гвоздикові Представники підроду мають різномантіну кількість хромосом:  2n=18 у C. azurea,  2n=30 у  .

## Перелік видів
- Cassida azurea Fabricius, 1801 - Європа, Західний Сибір, Південний Урал
- Cassida concha Solsky, 1802 - Далекий Схід, Тайвань[2]
- Cassida liquefacta Spaeth, 1912 - Ємен, Сенегал, Східна Африка, ОАЕ[4]
- Cassida margaritacea Schaller, 1783 - Європа, Кавказ, Мала Азія, Сибір, Забайкалля
- Cassida subreticulata Suffrian, 1844 - Європа, Кавказ, Південний Сибір[5]